# Fuéguidos

Pueblos indígenas de la Patagonia Austral.

Fuéguidos (no confundir con el gentilicio "fueguino") es un tipo racial de algunos grupos de indígenas americanos ubicados en Tierra del Fuego, en los actuales territorios de Argentina y Chile. Esta clasificación fue propuesta por los antropólogos José Imbelloni y Salvador Canals Frau dentro del grupo de los amerindios, que difieren en cuanto a la antigüedad de su origen.
En esta denominación se incluyen a los yaganes (o yámanas) que residían en el sur de la isla, y a los kawésqar (o alacalufes), que vivían en la zona occidental. Estos pueblos eran cazadores, recolectores y pescadores. Se abastecían de la fauna marina, principalmente pescado, mejillones y algas. Eran de baja estatura, menor a 1,60 m, con características físicas del tipo esquimoide.
Usualmente no ingresaban al interior de la isla, posiblemente por temor a los cazadores selknam y haush, también llamados onas orientales.[cita requerida]
Actualmente quedan pocos integrantes de estos pueblos, debido al proceso de aculturación y a las muertes sufridas durante el siglo XX. El sarampión y otras enfermedades que no eran propias de su entorno casi acabaron con la población originaria de las islas de la zona del cabo de Hornos.